# Konventionen om sjukförsäkring för arbetare inom industri och handel och tjänstefolk
Konventionen om sjukförsäkring för arbetare inom industri och handel och tjänstefolk (ILO:s konvention nr 24 angående sjukförsäkring för arbetare inom industri och handel och tjänstefolk, Convention concerning Sickness Insurance for Workers in Industry and Commerce and Domestic Servants) är en konvention som antogs av Internationella arbetsorganisationen (ILO) den 15 juni 1927 i Genève. Konventionen påfaller att arbetare inom industri och handel, samt tjänstefolk, ska omfattas av en obligatorisk sjukförsäkring. Konventionen består av 18 artiklar.

## Ratificering
Konventionen har ratificerats av 29 stater, varav en har sagt upp den i efterhand.